# Caumont-l'Éventé
Caumont-l'Éventé er en kommune i Calvados departmentet i Basse-Normandie regionen i det nordvestlige Frankrig.

## Venskabsbyer
Byen er venskabsby med byen Uffculme i Storbritannien.

## Administration
Caumont-l'Éventé er hovedby for kantonet Caumont-l'Éventé, som omfatter 14 kommuner med ca. 6.000 indbyggere.
- Wikimedia Commons har flere filer relateret til Caumont-l'Éventé